# Friedrich-Wilhelm Bock (SS-Mitglied)
Friedrich-Wilhelm Bock (* 6. Mai 1897 in Wreschen; † 11. März 1978 in Hannover) war ein deutscher Offizier der Waffen-SS und Schutzpolizei, zuletzt SS-Oberführer und Oberst der Schutzpolizei, sowie Kommandeur verschiedener Polizei- und Waffen-SS-Einheiten.

## Leben

### Erster Weltkrieg
Nach dem Abitur meldete Bock sich zum Beginn des Ersten Weltkrieges am 2. August 1914 als Freiwilliger zur Preußischen Armee und nahm im 1. Pommerschen Feldartillerie-Regiment Nr. 2 sowie im Vorpommerschen Feldartillerie-Regiment Nr. 38 an den Kämpfen an der West- und Ostfront teile. Am 3. Juli 1915 wurde er Zugführer in der neu aufgestellten 2. Radfahr-Kompanie im Hannoverschen Jäger-Bataillon Nr. 10. Im Februar 1918 zum Leutnant befördert wurde Bock am 11. September 1918 verwundet. Nach seiner Genesung vertrat er ab dem 29. September 1918 den Kommandeur des 2. Reserve-Bataillons des Hannoverschen Jäger-Bataillons. Ausgezeichnet mit beiden Klassen des Eisernen Kreuzes sowie dem Verwundetenabzeichen in Schwarz diente Bock über das Kriegsende hinaus bis Februar 1919 in der Armee.

### Zwischenkriegszeit und Zweiter Weltkrieg
Nach dem Krieg schloss sich Bock einem Freikorps im Baltikum an. Nach einer Tätigkeit im landwirtschaftlichen Bereich trat Bock am 15. November 1922 in Hamburg als Wachtmeister in den Dienst der Blauen Polizei ein. 1928 wurde er Oberleutnant der Schutzpolizei, 1934 Hauptmann und 1938 Major. Zum 1. Mai 1933 trat er der NSDAP bei (Mitgliedsnummer 2.223.186). Mit Beginn des Zweiten Weltkriegs am 1. September 1939 wurde er als Kommandeur des im Wehrkreis XI (Hannover) aufgestellten Polizeibataillons 111 berufen. Im Dezember 1939 erfolgte dann der Einsatz mit dem Polizeibataillon 111 in Kjelzy/Polen, wo seine Einheit unter anderem Wach- und Ausbildungsdienst, Objektschutz, Streifendienst, Durchsuchungen von Häusern nach Waffen und Kampf gegen „Partisanen“ zu leisten hatte. Bereits in dieser Phase nahm das Bataillon unter seinem Kommando auch standrechtliche Erschießungen vor.
So war das Polizeibataillon unter Bock zwischen dem 30. März und 11. April 1940 in den Kreisen Końskie und Kielce an der Zerschlagung der Partisaneneinheit Hubalczycy unter dem polnischen Major Henryk Dobrzański beteiligt. Die polnischen Partisanen hatten zuvor den deutschen Besatzern mehrfach empfindliche Verluste zugefügt, die sodann an der polnischen Zivilbevölkerung Vergeltung übten. Bei der Aktion von Ende März bis April 1940 wüteten die deutschen Polizeitruppen in 31 polnischen Dörfern. Dabei gingen zwölf Ortschaften in Flammen auf, von denen fünf völlig niederbrannten und 600 bäuerliche Gehöfte wurden zerstört. In den Orten wurde hauptsächlich die männliche Zivilbevölkerung verhaftet und später auf Exekutionsplätzen hingerichtet.
Bock behielt das Kommando über das Polizeibataillon 111 bis zum 4. Mai 1940 und übernahm dann die Führung der II. Abteilung des in Aufstellung befindlichen Polizeiartillerieregiment der Polizei-Division. Mit der SS-Polizei-Division nahm Bock am Überfall auf die Sowjetunion ab Juni 1941 teil. Im Rahmen der Heeresgruppe Nord war die Division am Durchbruch durch die Luga-Stellung, sowie an der Schlacht am Wolchow und der Belagerung von Leningrad beteiligt.
Am 1. November 1941 wurde Bock Sturmbannführer in die SS aufgenommen und avancierte am 5. Januar 1942 zum SS-Obersturmbannführer (SS-Nummer 405.821). Bock erhielt nach den Kämpfen gegen die sowjetische Winteroffensive 1942/43 im Raum Leningrad am 28. März 1943 das Ritterkreuz des Eisernen Kreuzes, nachdem es ihm am 10. Februar 1943 gelungen war, mit seinen Artillerieeinheiten mehrere Angriffe abzuschlagen, wodurch die Offensive schließlich scheiterte.
Die SS-Polizeidivision erlitt Anfang 1943 in der Zweiten Ladoga-Schlacht hohe Verluste, sodass sie zur Auffrischung auf den SS-Truppenübungsplatz Heidelager verlegt werden musste. Zurück bei Leningrad an der Front verblieben Teile des SS-Polizeiartillerieregiments und diverse Infanterie- und Unterstützungs-Einheiten, die unter der Führung von Fritz Freitag zur sogenannten Kampfgruppe Polizei-Division zusammengefasst wurden. Diese etwa 5000 Mann starke Kampfgruppe wurde im Raum Kolpino, am Brückenkopf von Oranienbaum und am Wolchow eingesetzt. Nachdem Freitag versetzt worden war, übernahm Bock am 24. Oktober 1943 die Führung der Kampfgruppe, welche fortan häufig als „Kampfgruppe Bock“ bezeichnet wurde, und wurde am 9. November 1943 zum SS-Standartenführer befördert.
Nach dem Beginn der sowjetischen Großoffensive im Januar 1944 erhielt die Kampfgruppe den Auftrag das Abfließen deutscher Verbände aus dem Raum Kirischi zu decken. In hinhaltendem Widerstand ging die Kampfgruppe auf Pleskau zurück, wobei sie mehrere Male eingekesselt wurde und einen Großteil ihres schweren Geräts einbüßte. Vom 15. März bis zum 13. April 1944 übernahm Bock vorübergehend auch die Führung der 19. Waffen-Grenadier-Division der SS (lettische Nr. 2), nachdem deren Kommandeur, SS-Oberführer Hinrich Schuldt, gefallen war.
Etwa im April 1944 wurde die stark angeschlagene Kampfgruppe aufgelöst und die verbleibenden Soldaten anderen Einheiten zugeführt. Bock wurde in die Führerreserve versetzt und übernahm im Juni 1944 den Posten des Artillerieführers des II. SS-Panzerkorps, welches in Frankreich eingesetzt war und erhielt am 1. August 1944 die Beförderung zum SS-Oberführer. Im August 1944 vertrat Bock den verwundeten Kommandeur der 9. SS-Panzer-Division „Hohenstaufen“ und wurde für die Leistungen der Division bei den Abwehrkämpfen bei Cheux und Estry am 2. September 1944 mit dem Eichenlaub zum Ritterkreuz des Eisernen Kreuzes ausgezeichnet. Ab Oktober desselben Jahres bis zum Kriegsende fungierte Bock schließlich wieder als Korps-Artillerieführer.